# Cratilla metallica
Cratilla metallica – gatunek ważki z rodziny ważkowatych (Libellulidae).